# Europese PGA Tour 2001
De Europese PGA Tour 2001 was het 30ste seizoen van de Europese PGA Tour en bestond uit 47 toernooien.
Dit seizoen stond er drie nieuwe toernooien op de kalender: de Caltex Singapore Masters, het Argentine Open en het Alfred Dunhill Links Championship. De Alfred Dunhill Cup, de Turespaña Masters, het Brazil Rio de Janeiro 500 Years Open en het Belgian Open verdwenen van de kalender, maar het Madrid Open verscheen terug op de kalender.
Het Brazil São Paulo 500 Years Open werd vernoemd tot São Paulo Brazil Open en de Standard Life Loch Lomond werd vernoemd tot Scottish Open.
Door de aanslagen op 11 september 2001, werd er drie toernooien geannuleerd en het waren het WGC - CA Kampioenschap, de Ryder Cup en het Estoril Open.

## Kalender
| Data  | Data  | Toernooi                                   | Baan                             | Land             | Winnaar             | Score     | Info                          |
| 2000  | 2000  | 2000                                       | 2000                             | 2000             | 2000                | 2000      | 2000                          |
| ----- | ----- | ------------------------------------------ | -------------------------------- | ---------------- | ------------------- | --------- | ----------------------------- |
| 16-11 | 19-11 | Johnnie Walker Classic                     | Alpine Golf & Sport Club         | Thailand         | Tiger Woods         | 263 (-25) |                               |
| 2001  |       |                                            |                                  |                  |                     |           |                               |
| 03-01 | 07-01 | WGC - Accenture Match Play Championship    | Metropolitan Golf Club           | Australië        | Steve Stricker      | -         |                               |
| 18-01 | 21-01 | Alfred Dunhill Championship                | Houghton Golf Club               | Zuid-Afrika      | Adam Scott          | 267 (-21) |                               |
| 25-01 | 28-01 | Mercedes-Benz - Vodacom South African Open | East London Golf Club            | Zuid-Afrika      | Mark McNulty        | 280 (-8)  |                               |
| 01-02 | 04-02 | Heineken Classic                           | The Vines Golf & Country Club    | Australië        | Michael Campbell    | 270 (-18) |                               |
| 08-02 | 11-02 | Greg Norman Holden International           | The Lakes Golf Course            | Australië        | Aaron Baddeley      | 271 (-21) |                               |
| 15-02 | 18-02 | Carlsberg Malaysian Open                   | Saujana Golf & Country Club      | Maleisië         | Vijay Singh         | 274 (-14) |                               |
| 22-02 | 25-02 | Caltex Singapore Masters                   | Singapore Island Country Club    | Singapore        | Vijay Singh         | 263 (-21) | Nieuw toernooi                |
| 01-03 | 04-03 | Dubai Desert Classic                       | Emirates Golf Club               | V.A.E.           | Thomas Bjørn        | 266 (-24) |                               |
| 08-03 | 11-03 | Qatar Masters                              | Doha Golf Club                   | Qatar            | Tony Johnstone      | 274 (-14) |                               |
| 15-03 | 18-03 | Madeira Island Open                        | Clube de Golf Santo da Serra     | Portugal         | Des Smyth           | 270 (-18) |                               |
| 22-03 | 25-03 | São Paulo Brazil Open                      | São Paulo Golf Club              | Brazilië         | Darren Fichardt     | 195 (-18) | Afgewerkt in 3 ronden         |
| 29-03 | 01-04 | Open de Argentina                          | Jockey Golf Club                 | Argentinië       | Ángel Cabrera       | 268 (-12) | Nieuw toernooi                |
| 05-04 | 08-04 | Masters Tournament                         | Augusta National Golf Club       | Verenigde Staten | Tiger Woods         | 276 (-12) |                               |
| 12-04 | 15-04 | Moroccan Open Méditel                      | Royal Golf Dar Es Salam          | Marokko          | Ian Poulter         | 277 (-15) |                               |
| 19-04 | 22-04 | Via Digital Open de España                 | Parador de El Saler              | Spanje           | Robert Karlsson     | 277 (-11) |                               |
| 26-04 | 29-04 | Algarve Portuguese Open                    | Le Meridien Penina Golf & Resort | Portugal         | Phillip Price       | 273 (-15) |                               |
| 03-05 | 06-05 | Novotel Perrier Open de France             | Golf Club de Lyon                | Frankrijk        | José María Olazábal | 268 (-12) |                               |
| 10-05 | 13-05 | Benson & Hedges International Open         | The Belfry Golf Club             | Engeland         | Henrik Stenson      | 275 (-13) |                               |
| 17-05 | 20-05 | Deutsche Bank Open TPC of Europe           | Golf Club St. Leon-Rot           | Duitsland        | Tiger Woods         | 266 (-22) |                               |
| 25-05 | 28-05 | Volvo PGA Championship                     | The Wentworth Club               | Engeland         | Andrew Oldcorn      | 272 (-16) |                               |
| 31-05 | 03-06 | Victor Chandler British Masters            | Woburn Golf Club                 | Engeland         | Thomas Levet        | 274 (-14) |                               |
| 07-06 | 10-06 | Compass Group English Open                 | Marriott Forest of Arden G & CC  | Engeland         | Peter O'Malley      | 275 (-13) |                               |
| 14-06 | 17-06 | US Open                                    | Southern Hills Country Club      | Verenigde Staten | Retief Goosen       | 276 (-4)  |                               |
| 21-06 | 24-06 | Great North Open                           | Slaley Hall Golf Course          | Engeland         | Andrew Coltart      | 277 (-11) |                               |
| 28-07 | 01-07 | Murphy's Irish Open                        | Druids Glen Golf Club            | Ierland          | Colin Montgomerie   | 268 (-16) |                               |
| 05-07 | 08-07 | Smurfit European Open                      | The K Club                       | Ierland          | Darren Clarke       | 273 (-15) |                               |
| 12-07 | 15-07 | Standard Life Loch Lomond                  | Loch Lomond Golf Club            | Schotland        | Retief Goosen       | 268 (-16) |                               |
| 19-07 | 22-07 | The Open Championship                      | Royal Lytham & St. Annes         | Engeland         | David Duval         | 274 (-10) |                               |
| 26-07 | 29-07 | TNT Dutch Open                             | Noordwijkse Golfclub             | Nederland        | Bernhard Langer     | 269 (-19) |                               |
| 02-08 | 05-08 | Scandinavian Masters                       | Barsebäck Golf & Country Club    | Zweden           | Colin Montgomerie   | 274 (-14) |                               |
| 09-08 | 12-08 | The Celtic Manor Resort Wales Open         | The Celtic Manor Resort          | Wales            | Paul McGinley       | 138 (-6)  | Afgewerkt in 2 ronden         |
| 16-08 | 19-08 | US PGA Championship                        | Atlanta Athletic Club            | Verenigde Staten | David Toms          | 265 (-15) |                               |
| 16-08 | 19-08 | North West of Ireland Open                 | Slieve Russell Golf Club         | Ierland          | Tobias Dier         | 271 (-17) | Alternatief voor de "US PGA"  |
| 23-08 | 27-08 | WGC - NEC Invitational                     | Firestone Country Club           | Verenigde Staten | Tiger Woods         | 268 (-12) |                               |
| 23-08 | 27-08 | Scottish PGA Championship                  | The Gleneagles                   | Schotland        | Paul Casey          | 274 (-14) | Alternatief voor de "WGC-NEC" |
| 30-08 | 02-09 | BMW International Open                     | Golfclub München Eichenried      | Duitsland        | John Daly           | 261 (-27) |                               |
| 06-09 | 09-09 | Canon European Masters                     | Golf Club Crans-sur-Sierre       | Zwitserland      | Ricardo González    | 268 (-16) |                               |
| 13-09 | 15-06 | WGC - American Express Championship        | Bellerive Country Club           | Verenigde Staten | /                   | /         | Geannuleerd wegens 9/11       |
| 20-09 | 23-09 | Trophée Lancôme                            | Golf de Saint-Nom-la-Bretèche    | Frankrijk        | Sergio García       | 266 (-18) |                               |
| 28-09 | 30-09 | Ryder Cup                                  | /                                | Engeland         | /                   | /         | Geannuleerd vanwege 9/11      |
| 04-10 | 07-10 | Linde German Masters                       | Golf Club Gut Lärchenhof         | Duitsland        | Bernhard Langer     | 266 (-22) |                               |
| 11-10 | 14-10 | Cannes Open                                | Golf de Cannes-Mougins           | Frankrijk        | Jorge Berendt       | 268 (-20) | Verving het Estoril Open      |
| 11-10 | 14-10 | Cisco World Match Play Championship        | The Wentworth Club               | Engeland         | Ian Woosnam         | -         |                               |
| 18-10 | 21-10 | Alfred Dunhill Links Championship          | St Andrews Links                 | Schotland        | Paul Lawrie         | 270 (-18) | Nieuw toernooi                |
| 19-10 | 22-10 | Telefonica Open de Madrid                  | Club de Campo Villa de Madrid    | Spanje           | Retief Goosen       | 264 (-20) | Vorig evenement was in 1993   |
| 25-10 | 28-10 | Atlanet Italian Open                       | Circolo Golf Is Molas            | Italië           | Grégory Havret      | 268 (-20) |                               |
| 01-11 | 04-11 | Volvo Masters                              | Montecastillo Golf Resort        | Spanje           | Pádraig Harrington  | 204 (-12) | Afgewerkt in drie ronden      |
| 15-11 | 18-11 | WGC - EMC² World Cup                       | Taiheiyo Club                    | Japan            | Zuid-Afrika         | -         | Teamevenement                 |

## Order of Merit
De Order of Merit wordt gebaseerd op basis van het verdiende geld.
| Rang | Speler             | Land          | Prijzengeld (€) |
| ---- | ------------------ | ------------- | --------------- |
| 1    | Retief Goosen      | Zuid-Afrika   | 2.862.806       |
| 2    | Pádraig Harrington | Ierland       | 2.090.166       |
| 3    | Darren Clarke      | Noord-Ierland | 1.988.055       |
| 4    | Ernie Els          | Zuid-Afrika   | 1.716.287       |
| 5    | Colin Montgomerie  | Schotland     | 1.578.676       |
| 6    | Michael Campbell   | Nieuw-Zeeland | 1.577.130       |
| 7    | Thomas Bjørn       | Denemarken    | 1.474.802       |
| 8    | Paul McGinley      | Ierland       | 1.464.434       |
| 9    | Paul Lawrie        | Schotland     | 1.428.831       |
| 10   | Niclas Fasth       | Zweden        | 1.224.588       |